# Spilopimpla concolor
Spilopimpla concolor là một loài tò vò trong họ Ichneumonidae.